# Grandpré
Grandpré is een gemeente in het Franse departement Ardennes in de regio Grand Est. De plaats maakt deel uit van het arrondissement Vouziers. Grandpré telde op 1 januari 2022 506 inwoners.

## Sterrenhemel
Grandpré is bij Belgische en Nederlandse amateur-astronomen bekend om zijn donkere sterrenhemel. Door haar ligging heeft de gemeente in een verre omtrek geen last van lichthinder. De metingen van de hemelkwaliteit gebeuren met een SQM-meter (Sky Quality Meter) en worden uitgedrukt in magnitudes/ vierkante boogseconde. Voor Grandpré worden regelmatig waardes gemeten tussen SQM 21,30 en tot SQM 22.

## Geschiedenis
Grandpré was de hoofdplaats van het Gelijknamige kanton tot het op 22 maart 2015 werd opgeheven en de gemeenten werden opgenomen in het kanton Attigny.
De aangrenzende gemeente Termes is op 1 januari 2016 opgeheven en opgenomen in de gemeente Grandpré.

## Geografie
De oppervlakte van Grandpré bedraagt 42,54 vierkante kilometer; Op 1 januari 2022 was de bevolkingsdichtheid 11,9 inwoners per km². De plaats ligt aan de rivier de Aire.

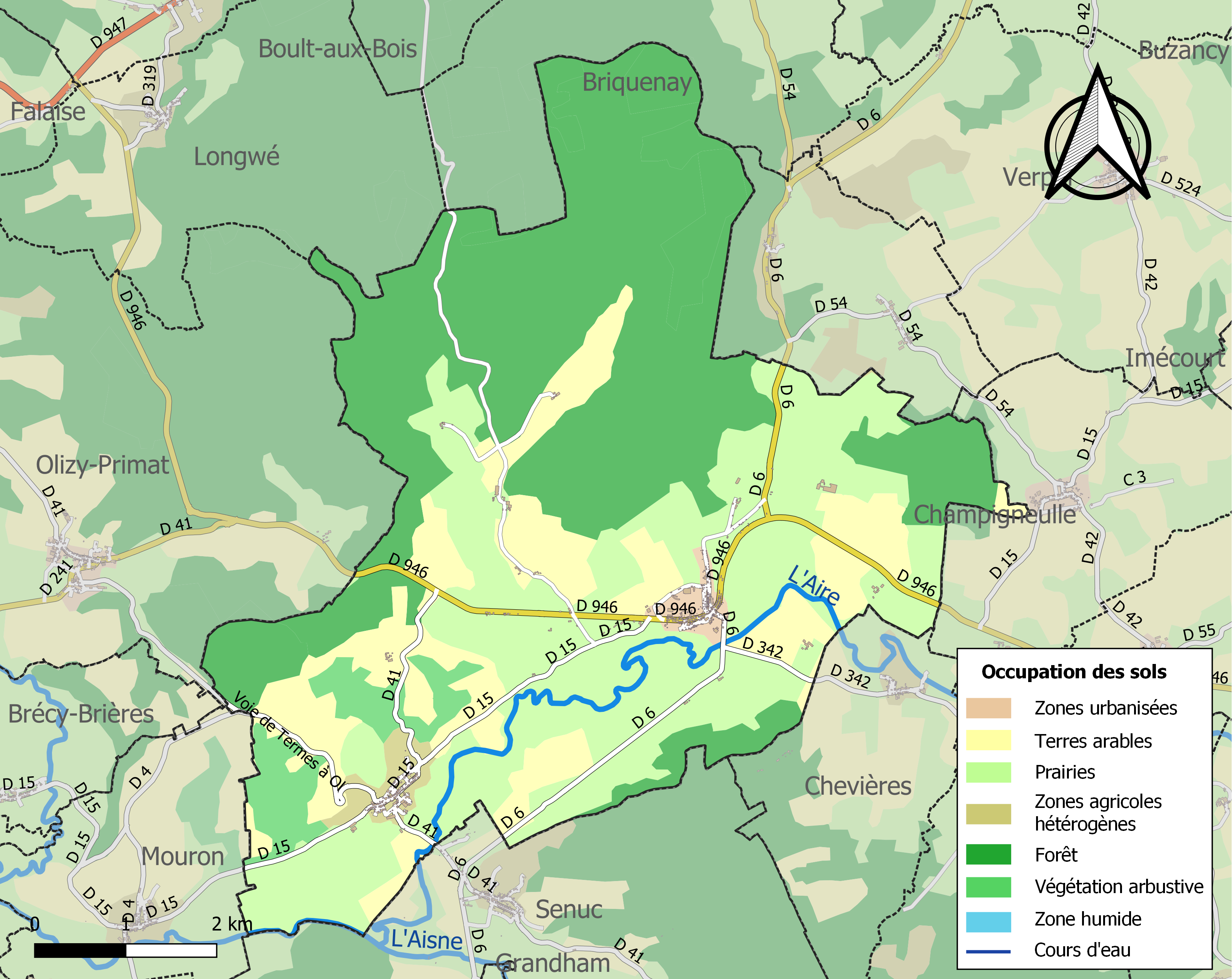
Kaart van de gemeente met de belangrijkste infrastructuur, bodemgebruik en omliggende gemeenten

## Demografie
Onderstaande figuur toont het verloop van het inwonertal.

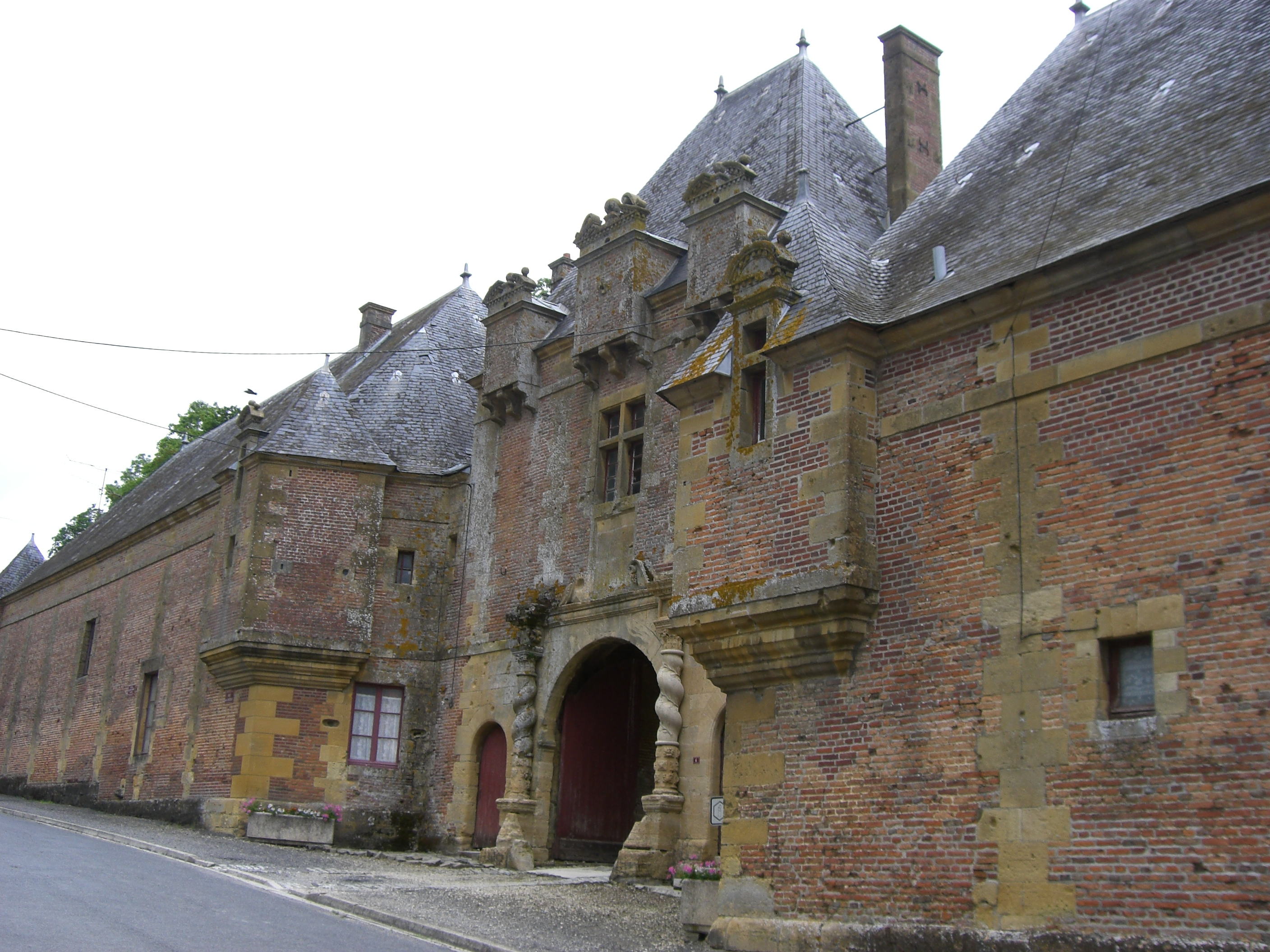
Kasteel van Grandpré

Vanwege een beveiligingsprobleem met de MediaWiki Graph-software is het momenteel niet mogelijk deze grafiek weer te geven. Zodra de software is bijgewerkt zal de grafiek vanzelf weer zichtbaar worden.
Alland'Huy-et-Sausseuil · Apremont · Ardeuil-et-Montfauxelles · Attigny · Aure · Autry · Beffu-et-le-Morthomme · Bouconville · Bourcq · Brécy-Brières · Challerange · Champigneulle · Charbogne · Chardeny · Chatel-Chéhéry · Cauroy · Chevières · Chuffilly-Roche · Condé-lès-Autry · Contreuve · Cornay · Coulommes-et-Marqueny · Dricourt · Écordal · Exermont · Falaise · Fléville · Givry · Grandham · Grandpré · Grivy-Loisy · Guincourt · Hauviné · Jonval · Lametz · Lançon · Leffincourt · Liry · Longwé · Machault · Manre · Marcq · Marquigny · Mars-sous-Bourcq · Marvaux-Vieux · Montcheutin · Monthois · Mont-Saint-Martin · Mont-Saint-Remy · Mouron · Neuville-Day · Olizy-Primat · Pauvres · Quilly · Rilly-sur-Aisne · La Sabotterie · Saint-Clément-à-Arnes · Saint-Étienne-à-Arnes · Saint-Juvin · Saint-Lambert-et-Mont-de-Jeux · Saint-Loup-Terrier · Sainte-Marie · Saint-Morel · Saint-Pierre-à-Arnes · Sainte-Vaubourg · Saulces-Champenoises · Savigny-sur-Aisne · Séchault · Semide · Semuy · Senuc · Sommerance · Sugny · Suzanne · Tourcelles-Chaumont · Tourteron · Vaux-Champagne · Vaux-lès-Mouron · Voncq